# Нупедія
Нупедія або Нюпе́дія (англ. Nupedia) — проєкт інтернет-енциклопедії англійською мовою, статті в якій писали експерти й вільно поширювалися в Інтернеті. Був заснований Лоуренсом Сенгером — головним редактором та організатором проєкту, і Джиммі Вейлзом — тоді виконавчим директором компанії Bomis, що фінансував проєкт. Нупедія існувала з березня 2000 по вересень 2003 і відома в основному як попередник Вікіпедії.
Нупедія не була вікі-сайтом. У її основу був покладений процес ретельного рецензування статей з метою досягти якості, порівнянної з професійними енциклопедіями. Авторами були вчені, що брали участь у проєкті на добровільних засадах. Перед закриттям у Нупедії було 25 закінчених статей, і ще 74 статті, що перебували в процесі поліпшення й рецензування.
У червні 2008 року CNET Networks назвав Нупедію одним з найвеличніших сайтів в історії, які на сьогоднішній день уже не працюють.

## Історія
Наприкінці 1999 року Вейлз почав думати про онлайн-енциклопедію, створену добровольцями, і в січні 2000 року найняв Сенгера для нагляду за її розвитком. Проєкт офіційно потрапив онлайн 9 березня 2000 року. Щоправда, до листопада 2000 року було опубліковано тільки дві завершені статті.
Від самого початку Nupedia була енциклопедією з вільним вмістом, а компанія Bomis планувала отримувати прибуток від розміщення реклами на сайті. Спочатку проєкт використовував самостійно розроблену ліцензію — Nupedia Open Content License. У січні 2001 року її було замінено на GNU Free Documentation License завдяки закликам Річарда Столмена та Free Software Foundation.
У січні 2001 року Нупедія запустила Вікіпедію як сторонній проєкт, щоб надати можливість спільної праці над статтями, передусім за допомоги взаємного рецензування. Такий крок привернув увагу зацікавлених сторін, бо пропонував менш бюрократизований підхід, як цього хотіли автори GNUPedia. У підсумку GNUPedia так ніколи серйозно і не розвивалась, що дозволило уникнути конкуренції між проєктами. Швидке зростання Вікіпедії призвело до того, що вона стала самостійним проєктом, незалежним від Нупедії, хоча Сенгер спочатку керував діяльністю Вікіпедії завдяки своїй позиції головного редактора Нупедії.